# Predrag Stepanović
Predrag Stepanović, szerbül: Предраг Степановић (Mohács, 1942. január 15. – Budapest, 2022. június 27.) magyarországi szerb író, műfordító, egyetemi docens.

## Élete
Apja Radován, Hercegszántón született, pravoszláv esperesként 63 évig vezette a mohácsi szerb parókiát. Anyja, Danica Panić mohácsi születésű volt.
Miután elvégezte Mohácson az általános és középiskolát, autószerelő tanuló volt Budapesten. Ezt követően a Pécsi Tanárképző Főiskola magyar, szerb-horvát és orosz szakán szerzett diplomát. Később az ELTE BTK orosz szakán is diplomát szerzett.
A nyelvtudományok kandidátusa címet 1977-ben szerezte meg. Disszertációjának címe: A Magyarországi szerbek és horvátok nyelvjárásainak osztályozó elemzése. Angolul A Taxonomic Description of the Dialects of Serbs and Croats in Hungary címmel jelent meg.
1966-1970 között a Szerb-Horvát Gimnázium és Általános Iskolában tanít, majd 3 évig az MTA ösztöndíjas aspiránsa. 1973-1975 között ELTE Bölcsészettudományi Kar Szláv Filológiai Tanszékének egyetemi adjunktusa, 1976-1982 között az MTA Kelet-Európai Irodalmak Kutatócsoportjának tudományos munkatársa. Emellett az Általános Szláv Nyelvatlasz, a Szerb és Horvát Nyelvatlasz, valamint az Európai Nyelvatlasz munkatársa. 1982-2007 között egyetemi docens az ELTE BTK Szláv Filológiai Tanszékén.
Számos regény, elbeszélés, esszé, tanulmány és kritika szerzője. 
1991 óta a Srpske Narodne Novine állandó szerzője volt.
A Jakov Ignjatović Alapítvány alapító tagja.
Két gyermeke: Milán és Tijana. Feleségével, Erzsébettel Szentendrén élt és dolgozott.

## Regények, elbeszélések, tanulmányok
- Az úszó kő. Budapest, 1971. Rádiójáték.
- A Magyarországi szerbek és horvátok nyelvjárásainak osztályozó elemzése. Akadémiai Kiadó, Budapest, 1986
- A Taxonomic Description of the Dialects of Serbs and Croats in Hungary. Böhlau Verlag, Köln-Wien, 1986
- Prepolovljeni (A meghasonlottak), Budapest, 1982. Regény. 1986-ban a regényből TV film készült.
- Malogradske i druge price (Kisvárosi és más történetek), Budapest, 1984. Elbeszélések.
- Zapisi jednog citaoca (Egy olvasó feljegyzései, Budapest, 1994. Esszék, kritikák, tanulmányok.
- Prica o malom zecu (Belgrád, 1996). Meseregény.
- Nyulacska huszonöt meséje (Budapest 1997). A meseregényt lányának, Tijanának írta és ajánlotta. A magyar fordítás Lázár Ervin munkája.
- A régi szerb irodalom története; ELTE BTK Szláv Filológiai Tanszék, Budapest, 2005 (Opera Slavica Budapestinensia Litterae Slavicae)
- Ziveti u Mohacu (Élni Mohácson), Belgrád, 2006. Regény.
- Usudne reci (Végzetes szavak), Budapest–Belgrád, 2008. Elbeszélések.
- Kisvárosi és egyéb történetek; ford. Stepanović Predrág; Venclovics Műhely, Budapest, 2017
- Mohácson élni. Határ menti krónika; Szerb Fővárosi Önkormányzat, Budapest, 2021

## Dialektológiák
- A Magyarországi szerbek és horvátok nyelvjárásainak osztályozó elemzése. Akadémiai Kiadó, Budapest, 1986
- A Taxonomic Description of the Dialects of Serbs and Croats in Hungary. Böhlau Verlag, Köln-Wien, 1986

## Műfordítások

#### Szerb-horvátból magyarra
- A csönd elemei. Mai jugoszláv esszék. (Válogatta és az utószót írta Danilo Kis). Európa Könyvkiadó, Budapest 1968
- Kísértő igazság. Mai jugoszláv elbeszélők. Európa Könyvkiadó, Budapest 1969. Társfordítók: Csuka Zoltán, Dudás Kálmán, Illés Sándor, Végh Katalin, Vidovity Erzsébet)
- Jara Ribnkiar: Jan Nepomucki hányattatásai. Európa Könyvkiadó, Budapest 1973
- Branimir Scepanović: Az a gyalázatos nyár. Európa Könyvkiadó, Budapest 1974
- Ivan Ivanji: Diokletianus. Gondolat Könyvkiadó, 1978
- Milovan Danojlić: A kételkedés joga. Európa Könyvkiadó, Budapest, 1979

#### Magyarból szerb-horvátra
- Gyurkó László: A búsképű lovag Don Quijote félelmetes kalandjai és gyönyörűszép halála
- Spiró György: Csirkefej (Glas, 1990)
- Örkény István: Pisti a vérzivatarban (Glas, 1991)

#### Oroszból magyarra
- D. Sz. Lihacsov: Oroszország kultúrája a reneszánsz hajnalán. Gondolat Könyvkiadó, Budapest 1971. Társfordító: Stepanović Erzsébet.

## Kitüntetései
- Jakov Ignjatović Alapítvány díja
- III. Arsenije Čarnojević pátriárka díja (Belgrád, 2006)